# Новоандрієвка (Бурлинський район)
Новоандрі́євка (рос. Новоандреевка) — село у складі Бурлинського району Алтайського краю, Росія. Адміністративний центр та єдиний населений пункт Новоандрієвської сільської ради.

## Населення
Населення — 354 особи (2010; 505 у 2002).
Національний склад (станом на 2002 рік):
- росіяни — 61 %
- українці — 29 %